# Кенцон Тоточтін

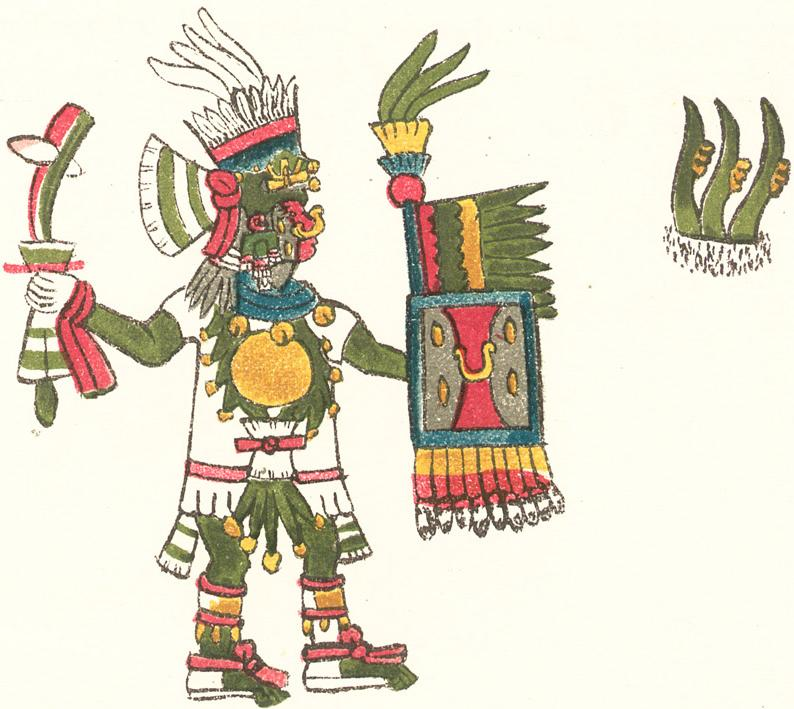
Тольтекатль, один з Кенцон Тоточтін

Кенцон Тоточтін (Centzon Totochtin) — божества-розпусники та пияки з ацтекського пантеону. Назва перекладається «Чотириста кроликів», де чотириста в ацтеків є синонімом великого числа, а кролики — розпусти та пияцтва.

## Опис
Зображувалися двома кольорами — червоним і чорним, такого ж кольору були і предмети, присвячені їм. З Кенцон Тоточтін асоціювалися носові прикраси якамецтлі (yacametztli) у вигляді золотого місячного диска.

## Міф
Були синами бога Патекатля і богині Майяуель. Були покровителями напоїв пульке і очтлі (Ометочтлі). Міфи про них різні, в кожні області ацтекської держави шанувалися різні божества з Кенцон Тотоцін. Імена цих божеств частково відображають назви народи — Тольтекатль, Акольхуа, Колуанцінкатль, Яутекатль, Куатлапанкі.
Інколи з'являються групами. Об'єднання цих божеств в одну групу ймовірно відбулося під час загарбницьких походів ацтеків, які пристосовували богів підкорених народів до свого пантеону. В кожному племені Месоамерики існували божества пияцтва або алкогольних напоїв, тому їх поєднали разом. Згодом стали божествами випивки на честь гарного врожаю.

## Ритуали
За одним з міфів їх було знищено під час народження бога Уїцилопочтлі. Останні з утроби матері Коатлікуе виривається, вирвавши собі серце, а потім знищує Кенцон Тоточтін, відрубавши голову. Цей міфів відтворювали ацтекські жерці під час великих жертвоприношень на честь Уїцилопочтлі.
Їх днем був другий день місяця Кролика (Точтлі). В цей день ацтеки полюбляли співати, веселитися та вживати алкогольний напій очтлі.